# Danza del latte

Danza del latte

La danza del latte (detta anche impastare, fare la pasta o fare il pane) è un'attività comune dei gatti domestici: quando sono a proprio agio, spingono le loro zampe anteriori davanti a sé, alternando la destra con la sinistra, con un movimento che ricorda l'attività umana di impastare. Il nome deriva dal fatto che i cuccioli di gatto mettono in atto questo comportamento per stimolare la fuoriuscita del latte dalle mammelle della madre.

## Caratteristiche

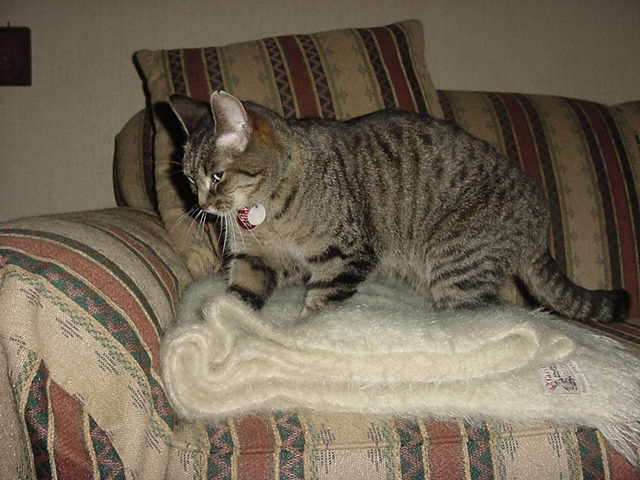
Un gatto che impasta una coperta

Il gatto esercita una pressione verso il basso con la zampa, aprendo le dita delle zampe per esporre gli artigli, quindi richiude gli artigli mentre solleva la zampa. Il processo si svolge alternando le zampe a intervalli di uno o due secondi. 
Sebbene i gatti si siedano felicemente su una superficie dura, impasteranno solo su una superficie morbida o flessibile, sebbene alcuni gatti "marceranno" di riflesso su superfici dure invece di impastarle. Possono farlo stando seduti in grembo al loro proprietario, il che può rivelarsi doloroso se il gatto è grande o ha artigli affilati. 
Il gatto potrebbe risultare irritato o sorpreso se disturbato durante l'impastatura.
I gatti impastano oggetti morbidi come gli orsacchiotti. 
Non è raro che i gatti adottino una coperta come oggetto transizionale: questo porterà l'animale a impastare, leccare e riempire di fusa il suddetto oggetto. In alcuni casi, il gatto può essere sorpreso nell'esecuzione di mosse sessuali nei confronti dell'oggetto transizionale, così come i cani si strusciano sulle gambe dei padroni. 

## Significato

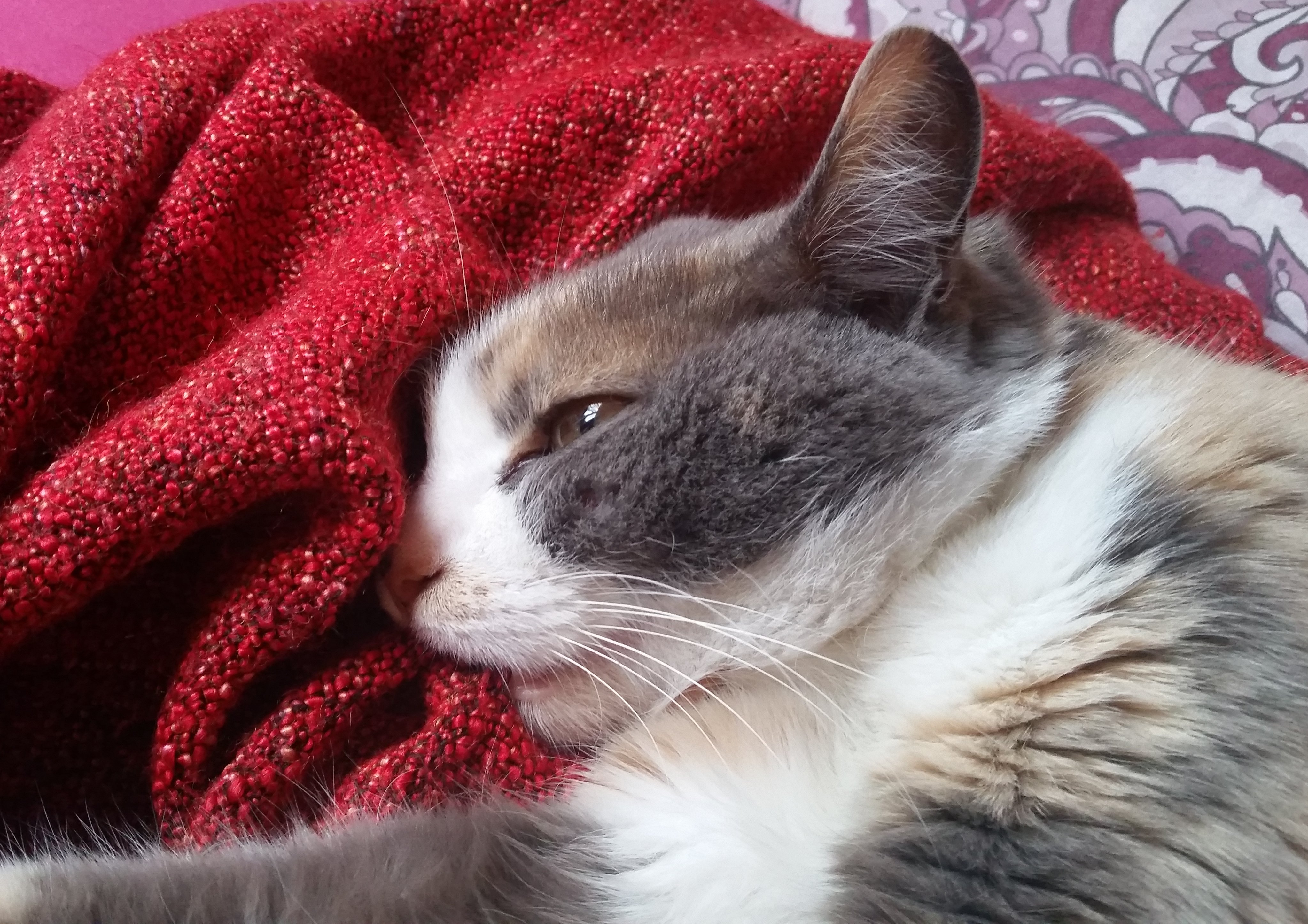
Gatto che succhia una coperta durante la danza del latte

Ci sono molte teorie che provano a spiegare perché i gatti svolgano questo comportamento. L'atto di impastare potrebbe risalire agli antenati selvatici dei gatti, i quali dovevano appiattire l'erba o il fogliame per fare una cuccia temporanea in cui dormire. Nei parchi in cui si trovano gatti selvatici, le aree di riparo possono spesso rivelare gli effetti "selvatici" dell'impastare: cucce rotonde, delle dimensioni di un gatto, ottenute appiattendo l'erba alta. I gatti domestici lo fanno anche con scatole di cartone e cose simili; talvolta impastano con gli artigli di fuori, così da ammorbidire il materiale di appoggio: questa azione è diversa dall'abitudine di fare la pasta quando sono felici per via del modo in cui lo fanno, l'intento e il linguaggio corporeo.
Secondo altre fonti, questo comportamento potrebbe essere una reminiscenza dei cuccioli di gatto che stimolano il seno materno per produrre più latte. 
Fare il pane però potrebbe anche essere una forma di comunicazione fra felino e padrone: visto che potrebbe essere ricollegato al periodo di allevamento materno, questo comportamento potrebbe essere una manifestazione di affetto verso il proprio padrone. I gattini che sono stati svezzati e allontanati dalla madre prima del tempo, potrebbero trovare in uno dei padroni la figura materna persa e quindi impastare su di loro, oppure leccare naso, dita, capelli e vestiti. Questo è un comportamento che potrebbe protrarsi anche nella vita adulta del gatto.
Molti gatti fanno le fusa mentre impastano. Alcuni esperti sostengono che questo atto faccia sentire bene il gatto così come l'essere umano tragga sollievo dal fare stretching.